# Зерриг
Зерриг (нем. Serrig) — община в Германии, в земле Рейнланд-Пфальц. 
Входит в состав района Трир-Саарбург. Подчиняется управлению Саарбург.  Население составляет 1594 человека (на 31 декабря 2010 года). Занимает площадь 17,63 км².